# Andrzej Rettinger

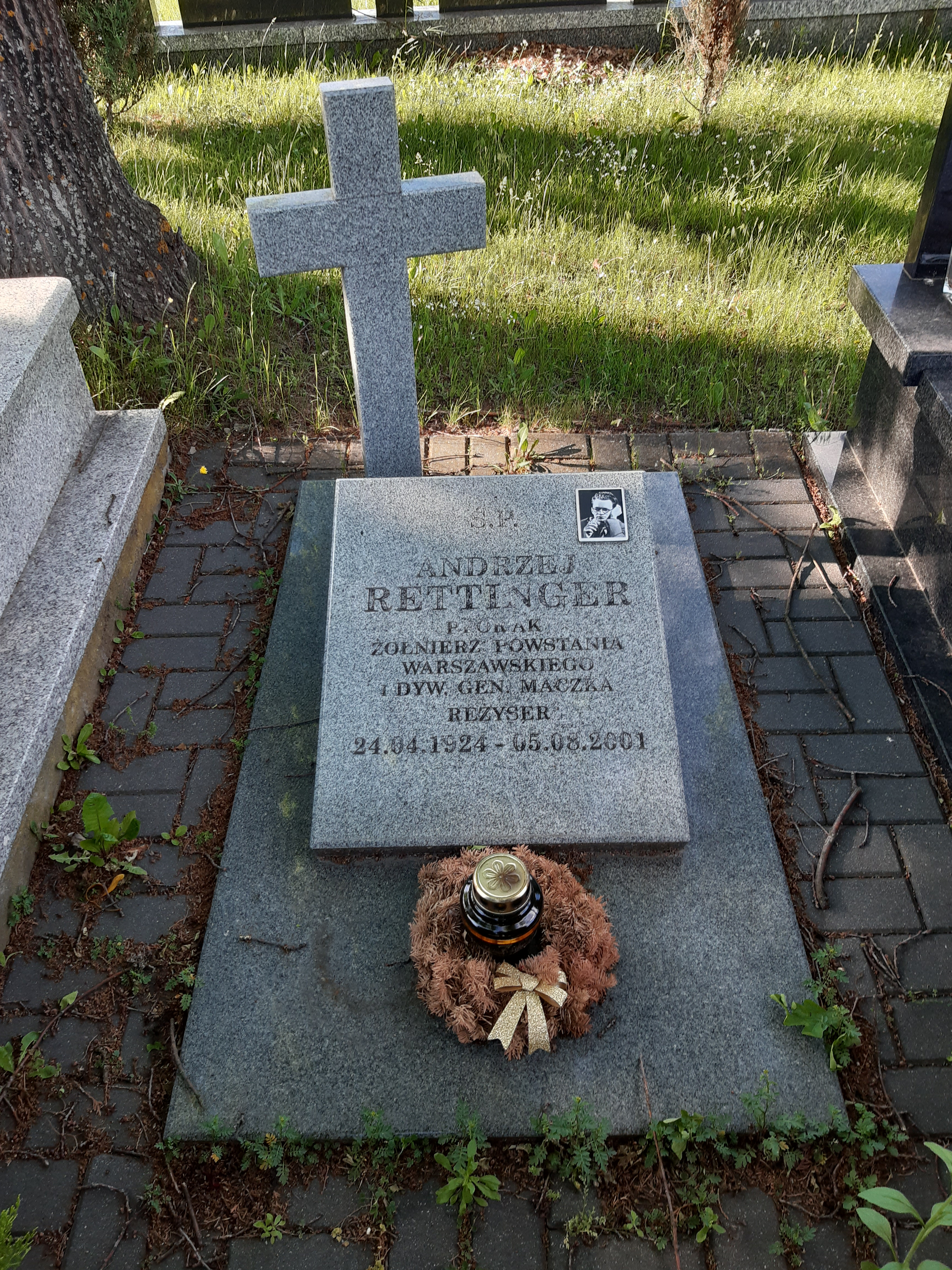
Grób Andrzeja Rettingera na Cmentarzu w Skolimowie

Andrzej Rettinger (ur. 19 kwietnia 1924 w Warszawie, zm. 5 sierpnia 2001 w Konstancinie-Jeziornie) – polski aktor i reżyser teatralny, uczestnik powstania warszawskiego.

## Życiorys
W latach II wojny światowej zdał maturę na tajnych kompletach. Był żołnierzem Armii Krajowej (ps. Rawicz), służąc w 3 kompanii 3 Batalionu Pancernego AK "Golski". Podczas powstania walczył na warszawskim Śródmieściu, natomiast po jego upadku trafił do niewoli niemieckiej i został osadzony w Stalagu X B w Sandbostel (nr jeniecki 225136). Po wyzwoleniu obozu wstąpił w szeregi polskiej 1 Dywizji Pancernej.

W 1947 roku powrócił do Polski. W latach 1948–1953 studiował na Wydziale Reżyserii Państwowej Wyższej Szkoły Filmowej w Łodzi, z której to uczelni został usunięty decyzją Komisji Dyscyplinarnej za przynależność do AK oraz udział w powstaniu warszawskim. Przez kolejne cztery lata pracował w domach kultury w Szczecinie i Jeleniej Górze. Następnie pracował w teatrach lalkowych na terenie całego kraju: jako aktor-lalkarza w Teatrze Lalki i Aktora w Lublinie (1957-1959), Teatrze Ziemi Lubuskiej w Zielonej Górze (1959-1963 oraz 1969-1970), Teatrze Lalek "Chochlik" we Wrocławiu (1964-1966), Teatrze Lalek w Wałbrzychu (1966-1969) i w Teatrze Lalek przy Teatrze Ziemi Opolskiej w Opolu (1970-1972) oraz jako reżyser teatralny: ponownie w Teatrze Lalek "Chochlik" we Wrocławiu, przemianowanym następnie na Wrocławski Teatr Lalek (1966-1969 i 1979-1984) oraz w Olsztyńskim Teatrze Lalek. Gościnnie reżyserował również w teatrach lalek w Rabce-Zdroju, Rzeszowie, Słupsku oraz w Białymstoku. W 1964 roku otrzymał III nagrodę za widowisko "Lodoiska" Wojciecha Bogusławskiego oraz II nagrodę za reżyserię na II Festiwale Teatrów Lalek w Opolu. W 1972 roku złożył eksternistyczny egzamin reżyserski.

W 1951 roku zawarł związek małżeński z Marią Anielą Straszewską – również reżyserka teatralną. Pochowany w kwaterze artystów na cmentarzu parafialnym w Skolimowie (Konstancin-Jeziorna).

## Filmografia
- Lalka (1968)
- Czerwone i złote (1969)
- Nos (1971)
- Zasieki (1973)
- A jeśli będzie jesień (1976) – urzędnik wręczający odznaczenia kombatantom
- Do krwi ostatniej... (1978) – Józef Retinger
- Do krwi ostatniej (serial, 1979, odc. 1, 2, 5) – Józef Retinger